# Чёрный рыцарь (Монти Пайтон)
Чёрный рыцарь (англ. Black Knight) — персонаж фильма «Монти Пайтон и Священный Грааль» британской комик-группы Монти Пайтон, а также одноимённой игры.
Сцена о встрече короля Артура с Чёрным рыцарем считается одним из самых запоминающихся эпизодов фильма и одним из классических примеров применяемого в комедии положений приёма, когда стандартный ход событий принимает неожиданное направление или сильно преувеличивается.
Скетч о Чёрном рыцаре использовался также в комедийном мюзикле «Спамалот» (2004).

## Описание эпизода в фильме
Чёрный рыцарь (его роль исполняет Джон Клиз) охраняет небольшой мостик и не пускает через него никого.
Король Артур (в исполнении Грэма Чепмена), в сопровождении верного слуги Пэтси (Терри Гиллиам), застаёт поединок Чёрного рыцаря с Зелёным рыцарем (его исполняет также Гиллиам), который погибает на их глазах, пронзённый мечом через глазницу шлема. Артур поздравляет рыцаря с победой и предлагает ему место за Круглым столом. Рыцарь стоит неподвижно и никак не отвечает на предложение Артура. После чего Артур пытается обойти его, и начинается битва.
Чуть ли не с первого удара рыцарь лишается левой руки, однако на предложение отойти в сторону отвечает: «Всего лишь царапина, бывало и хуже». Вскоре Артур отсекает правую руку с мечом, но противник не сдаётся. Поскольку противник обезоружен и победа очевидна, Артур встаёт на колени и возносит хвалу Господу. Чёрный рыцарь прерывает молитву, пиная Артура и обвиняя его в трусости. После чего Артур отрубает сначала одну, а потом вторую ногу. Лишь после этого рыцарь соглашается на «ничью».

## Сцена в мюзикле «Спамалот»
Через 30 лет после фильма сцена была воспроизведена слово в слово в мюзикле «Спамалот». Визуальный трюк с отрубанием конечностей был подготовлен иллюзионистами Пенном и Теллером. Хотя сцена в мюзикле получилась поверхностной и незапоминающейся, она приводила в восторг фанатов фильма, помнивших реплики героев наизусть.

## Отзывы
По мнению медиевиста Кэрол Доувер (Carol Dover), сцена с Чёрным рыцарем «взрывает» традиционные романтические представления о рыцарях короля Артура. В сцене и в самом фильме ниспровергается аристократический миф о рыцарском героизме путём доведения до абсурда основы средневекового рыцарства — насилия.